# Nagamichi Kuroda
Nagamichi Kuroda (Tokyo, 24 novembre 1889 – Tokyo, 16 aprile 1978) è stato uno zoologo, ornitologo e biologo giapponese.

## Opere
- Birds of the Island of Java  (2 volumi, 1933-36)
- Passeres  (1933)
- Parrots of the World in Life Colours (1975)